# Horum omnium fortissimi sunt Belgae
Horum omnium fortissimi sunt Belgae, littéralement « De tous ceux-là les plus courageux sont les Belges », souvent traduite en français par « De tous les peuples de la Gaule, les Belges sont les plus braves. », est une locution latine. Elle est parfois réduite à la formule Fortissimi sunt Belgae, « Les Belges sont les plus braves ». Cette phrase est extraite des Commentaires sur la Guerre des Gaules de Jules César.

## Contexte
La citation de César doit être replacée dans sa phrase :
« Gallia est omnis divisa in partes tres, quarum unam incolunt Belgae, aliam Aquitani, tertiam qui ipsorum lingua Celtae, nostra Galli appellantur. Hi omnes lingua, institutis, legibus inter se differunt. Gallos ab Aquitanis Garumna flumen, a Belgis Matrona et Sequana dividit. Horum omnium fortissimi sunt Belgae, propterea quod a cultu atque humanitate provinciae longissime absunt, minimeque ad eos mercatores saepe commeant atque ea quae ad effeminandos animos pertinent important, proximique sunt Germanis, qui trans Rhenum incolunt, quibuscum continenter bellum gerunt. »
« Toute la Gaule est divisée en trois parties, dont l'une est habitée par les Belges, une autre par les Aquitains, la troisième par ceux qui, dans leur langue, se nomment Celtes, et dans la nôtre, Gaulois. Ces nations diffèrent entre elles par le langage, les institutions et les lois. Les Gaulois sont séparés des Aquitains par la Garonne, des Belges par la Marne et la Seine. Les Belges sont les plus braves de tous ces peuples, parce qu'ils restent tout à fait étrangers à la politesse et à la civilisation de la province romaine, et que les marchands, allant rarement chez eux, ne leur portent point ce qui contribue à énerver le courage : d'ailleurs, voisins des Germains qui habitent au-delà du Rhin, ils sont continuellement en guerre avec eux. »

### Le récit de la conquête de la Gaule belgique

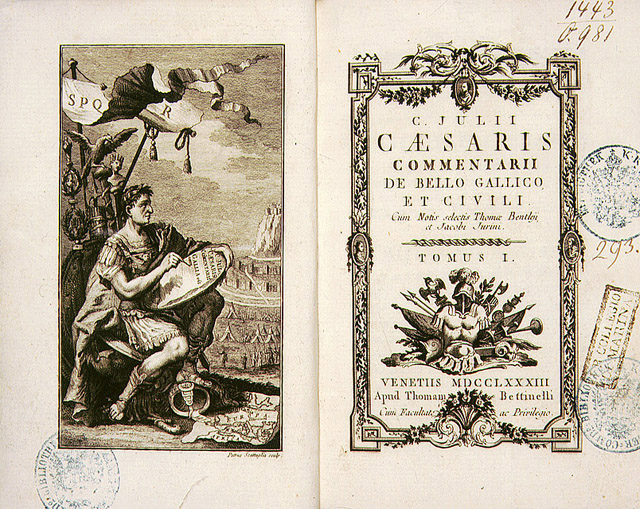
Édition de 1783 des Commentaires sur la Guerre des Gaules. Le dictateur a réussi son pari : il est présenté habillé en foudre de guerre, mais penché sur son œuvre comme un véritable philosophe.

Jules César, chef militaire dévoré d’ambition, cherche vers 60 av. J.-C. la notoriété pour, un jour, prendre le pouvoir seul à Rome. Il a donc besoin de gagner les batailles qu’il mène au nom du Sénat et du Peuple de Rome et ses victoires doivent être acquises de façon éclatante de manière à renforcer sa popularité auprès des Romains. Dans ce but, il entreprend la conquête des Gaules et la rédaction en parallèle des fameux Commentaires dans lesquelles il raconte sa campagne. Dans cette opération de communication antique, il se dépeint lui-même en général brillant, quasi-invaincu et soucieux de ses hommes comme de la gloire de Rome. 

### Signification(s) de l'éloge du courage de barbares par un Romain
Il faut tout d'abord avoir à l'esprit que, loin d'être vu comme dans la culture actuelle de certaines personnes comme la vertu martiale par excellence, le courage est pour les Romains une qualité secondaire dans ce domaine ; ou plus exactement ils l'interprètent comme une vertu guerrière et non à proprement dire martiale. Car ce dont Rome est le plus fier à propos de ses légions, c'est qu'elles ne sont pas, contrairement à nombre des adversaires qu'elle rencontre, un agrégat lâche de guerriers formés pour ainsi dire « sur le tas », mais une force de soldats professionnels organisés attribuant sans hésitation ses succès à la discipline et à l'entrainement. Bien sûr une âme ferme est nécessaire au légionnaire, mais celui-ci doit avant tout se dévouer à la cohésion du groupe au sein duquel il se bat. Le courage est en quelque sorte la vertu par défaut des barbares : incapables d'imiter les Romains, ils doivent compenser cela par la force brute et le courage. Jules César écrit sur ces mêmes peuples belges : « ils se jettent au combat sans stratégie cohérente »[source insuffisante].
On retrouve là une ligne de fracture entre peuples « barbares » (littéralement non-romains), soumis à leurs passions, et « civilisés » (lire : gréco-romains), faisant usage de leur raison et dévoués à la gloire de leur cité plutôt qu'à la leur propre. Le passage cité ci-dessus se prolonge d'ailleurs ainsi : « ils se jettent au combat sans stratégie cohérente, se vendent au plus offrant, renient leurs engagements selon leurs fantaisies, ne montrent aucune prudence lorsqu’ils exposent leurs femmes et enfants aux représailles de l’occupant, sont dirigés par des chefs qui les exploitent sans pitié, etc. »[source insuffisante]. Plus loin dans son ouvrage, il présente les Belges qu’il a vaincus comme des individus déloyaux et des traîtres et les nomme à plusieurs reprises « barbares » . Pourtant, l'archéologie moderne contredit César : les Belges n'étaient nullement arriérés sur le plan matériel, ils ont même introduit les premières pièces de monnaie en Angleterre.
Par ailleurs, la notion de courage est aussi parfois rattachée à des officiers ou soldats romains et utilisée de manière méliorative, ce qui tempère la position évoquée ci-avant concernant l'usage univoquement dépréciatif qui en est faite par César.
Lorsque César écrit les Commentaires sur la Guerre des Gaules, il s’agit d’un moyen de propagande en sa faveur : la férocité des peuplades germaniques, la détermination bestiale des Belges à mourir plutôt qu'à se rendre,... Tout cela est une mine d’arguments particulièrement bienvenus pour valoriser la victoire de César. On comprend donc mieux le poids des paroles de César, et « l'éloge de César » retrouve ainsi toute sa signification : celle du courage, qualité martiale forte qui valorise les Belges autant que César, mais qui implique la barbarie, de la sauvagerie et une part de bestialité. Or toutes ces nuances dépréciatives disparaissent lorsqu’on retire la citation de sa phrase et de son contexte historique.

### Quelles sont les populations réellement désignées par César?

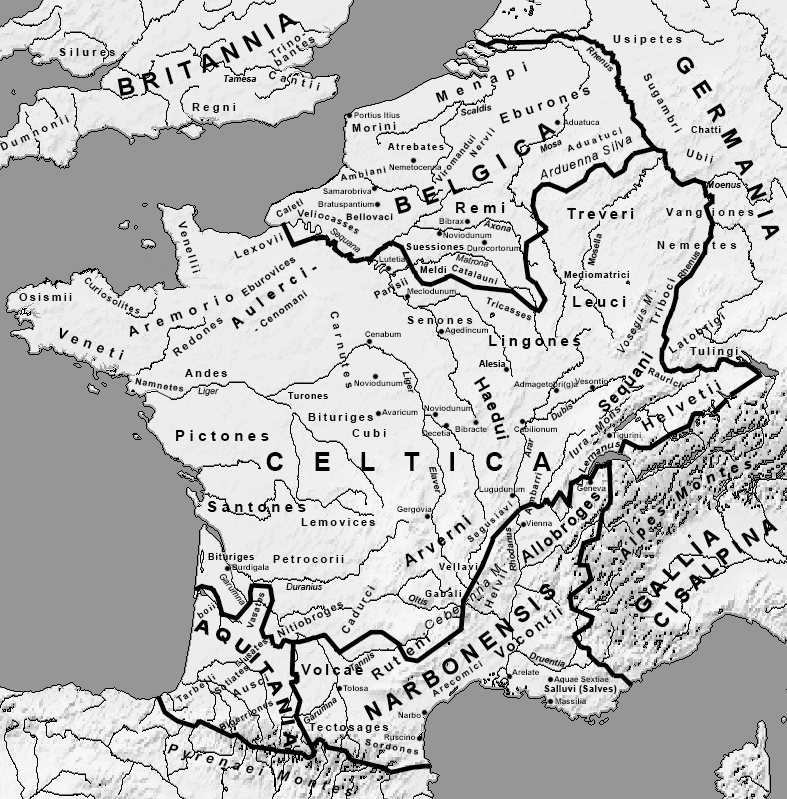
Carte de la Gaule

Parmi les Bellovaques, les Suessions, les Nerviens, les Atrébates et la dizaine d'autres nations belges qui ont créé une vaste coalition d’opposition à César et ses alliés belges, seules trois ou quatre d’entre elles vivaient effectivement sur le territoire actuel de la Belgique. En réalité, la plupart des tribus belges habitaient dans ce qui constitue aujourd’hui le nord de la France (jusqu’à la Seine et même la Loire selon Strabon et Posidonios, voir Belges et Armorique), le sud des Pays-Bas et la Rhénanie allemande. Le territoire et les peuples concernés sont donc plus vastes que ceux de la Belgique actuelle.
Il n'en reste pas moins que les Belges dont parle César sont effectivement "belges", d'autant plus que c'est César lui-même qui fit rentrer ce peuple dans l'Histoire et à la postérité. En réalité, l'historiographie belge à partir de la seconde moitié du XVIIIe siècle fait déjà cette distinction - et non cette confusion - entre Belges "antiques" et "modernes", supposant toutefois un certain héritage transmis des premiers aux seconds.

## Références à cette citation

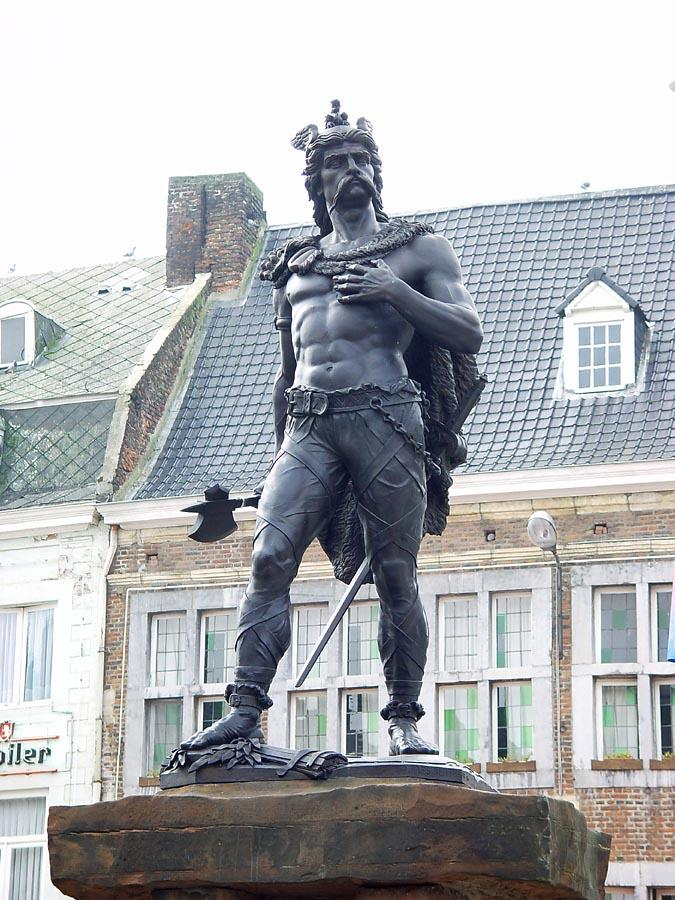
Statue d'Ambiorix érigée sur la Grand-place de Tongres au XIXe siècle.